# 四川轻化工大学
四川轻化工大学是一所位于中华人民共和国四川省自贡市的全日制公立本科院校。学校是四川省人民政府、国家国防科技工业局共建的普通全日制高等学校，中西部高校基础能力建设工程高校。首批高等学校科技成果转化和技术转移基地、中国酿酒高校联盟秘书长单位、天府高校外事联盟理事单位、川南高校联盟副理事长单位。四川轻化工大学始创于1965年，其前身为华东化工学院在自贡的分校区，1980年开始以四川化工学院的名称独立办学，今校名启用于2018年。

## 历史沿革

四川輕化工學院

学校办学事业肇始于1965年，当年，位于上海市的华东化工学院在四川省自贡市黄坡岭创办了华东化工学院西南分院，华理旗下部分保密专业也西迁至此举办，并对外称之为“652”工程:31。1973年，该校开始招收学生，直到1979年停办并迁回上海:1137。
1980年，四川省人民政府在华东化工学院西南分院原址上建立四川化工学院，1983年，因增设轻工业类专业，学校更名为四川轻化工学院:32，2003年4月，四川轻化工学院兼并同市自贡师范高等专科学校、自贡高等专科学校和自贡教育学院，并更名为四川理工学院:678-679。2013年，该校与其他5所四川省大学获中华人民共和国教育部和中华人民共和国国家发展和改革委员会列为“中西部高校基礎能力建設工程”大学。2018年，中华人民共和国教育部同意四川理工学院更名为四川轻化工大学。

## 校园环境

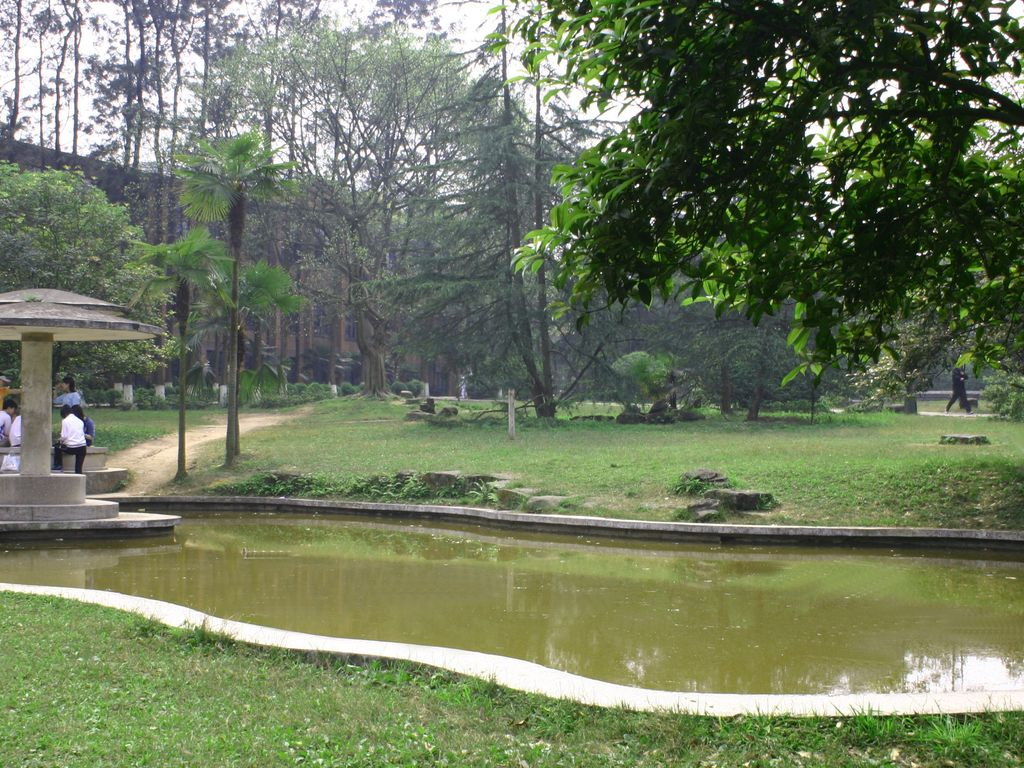
黄岭校区图书馆门前的水池

四川轻化工大学目前有四个校区，分别为汇东校区、李白河校区、宜宾校区、黄岭校区。其中汇东校区、李白河校区与黄岭校区位于自贡市。黄岭校区是学校最早启用的校区，汇东校区则分成A区、B区两个分区，李白河校区位于自贡东部新城，其于2021年投入使用。而宜宾校区位于邻近的宜宾市。四川轻化工学院于2003年合并自贡高师、自贡教育学院后，二校本部曾作为该校的营盘校区继续使用:679，但已经弃用，现已改造为四川省盐业学校的一个校区。